# Moura Lympany

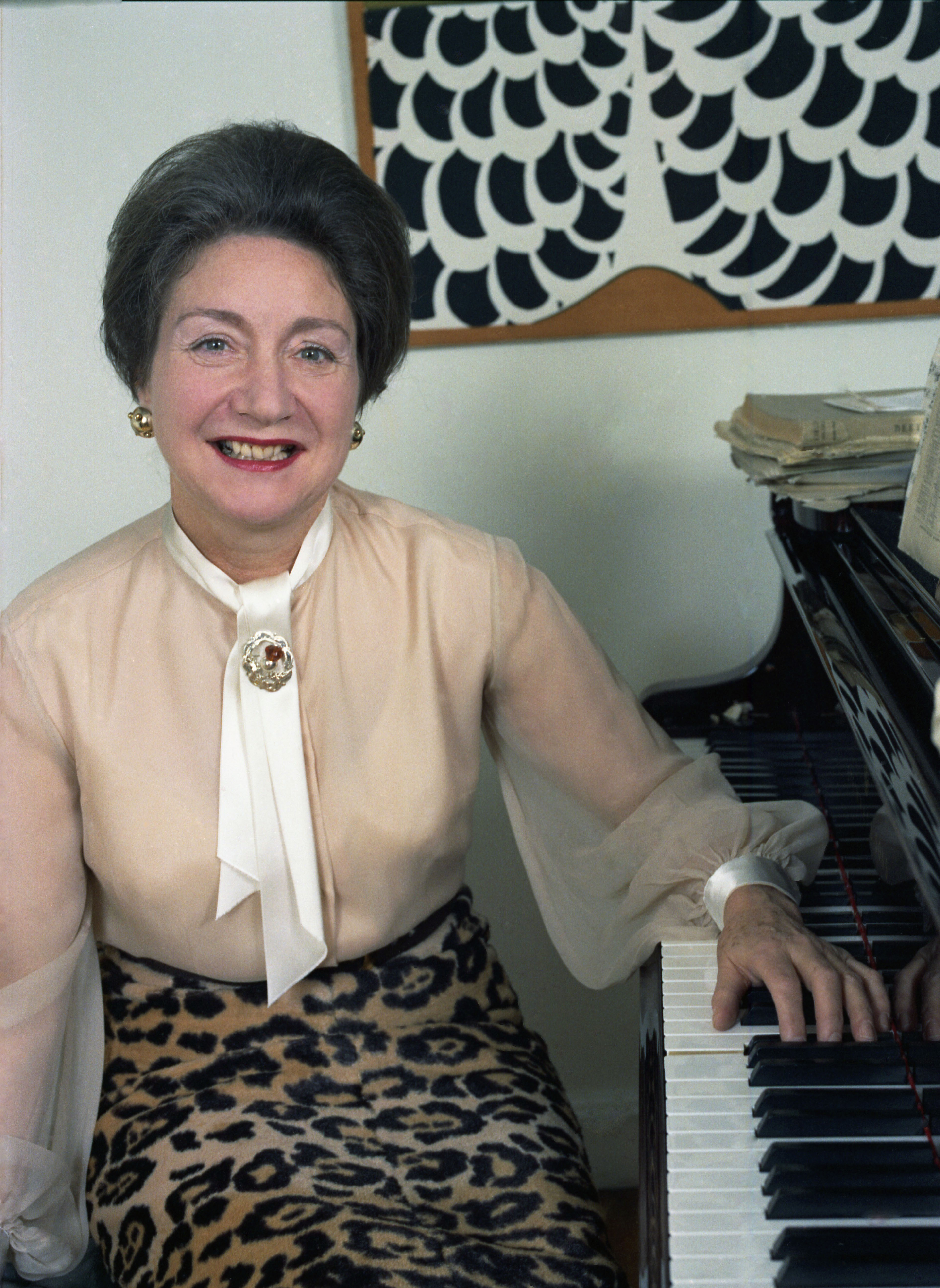
Moura Lympany, 1973

Dame Moura Lympany (Saltash, 18 agosto 1916 – Gorbio, 28 marzo 2005) è stata una pianista britannica.

## Biografia
Nacque come Mary Gertrude Johnstone a Saltash, in Cornovaglia. Il padre, capitano John Johnstone, era un ufficiale dell'esercito che aveva prestato servizio nella prima guerra mondiale. La madre, Beatrice Limpenny, ebbe una grande influenza sull'educazione della figlia; le insegnò a suonare il pianoforte e, poiché voleva che imparasse il francese, quando Mary ebbe sette anni la mandò a studiare in una scuola presso un convento in Belgio; qui il suo talento musicale fu incoraggiato ed entrò al Conservatorio reale di Liegi dove continuò a studiare pianoforte. Rientrata a Londra nel 1929 vinse una borsa di studio alla Royal Academy of Music. Diventata alunna dell'Accademia divise il suo tempo tra le lezioni di musica e un'istruzione di base presso la scuola di Nostra Signora di Sion a Kensington. Già all'età di nove anni si esercitava cinque ore al giorno e imparò integralmente Il clavicembalo ben temperato di Bach.
Nell'estate del 1929, accompagnata dalla madre, si recò ad ascoltare un concerto in cui un bambino prodigio si esibì in un brano diretto da Basil Cameron. La reazione di Mary fu una richiesta: "Non potrei suonare con l'orchestra?"; sua madre scrisse a Cameron nella speranza di ottenere un'audizione per la figlia. La domanda ebbe buon esito e, poco prima del suo tredicesimo compleanno, Mary riuscì a esibirsi suonando il Concerto in Sol minore di Mendelssohn ad Harrogate con la direzione di Cameron. Il direttore le consigliò di modificare e addolcire il suo nome. Trasformò Mary in Moura e il nome da nubile di sua madre (Limpenny) fu adattato come Lympany per fare rima con timpani.
Continuò i suoi studi all'Accademia con Ambrose Coviello diplomandosi nel 1932 e vincendo sia la Challen Gold Medal per pianoforte sia il Premio Hine per la composizione. Quello stesso anno suonò il Concerto in La minore di Grieg con l'Orchestra dell'Accademia diretta da Henry Wood. Si recò quindi a Vienna per nove mesi dove studiò pianoforte con Paul Weingarten e l'anno successivo partecipò al Concorso Liszt di Budapest ma non riusì a classificarsi. Rientrata in Inghilterra riprese gli studi con Coviello; la madre però ritenne opportuno che la figlia prendesse lezioni anche da altri insegnanti per cui si rivolse a Mathilde Verne che aveva studiato con Clara Schumann. Moura fece il suo debutto alla Wigmore Hall nel maggio 1935 e seguita dalla sua insegnante suonò anche il Concerto in La minore di Schumann; studiò con Mathilde Verne per un anno e, alla sua morte, seguì le lezioni di Tobias Matthay. Dopo due anni di studio il maestro suggerì a Moura di partecipare al Concorso Ysaÿe: ottenne il secondo posto dietro a Emil Gilels. Membro della giuria era Artur Rubinstein che, colpito dalle capacità di Moura, organizzò per lei un tour di concerti in Europa. 

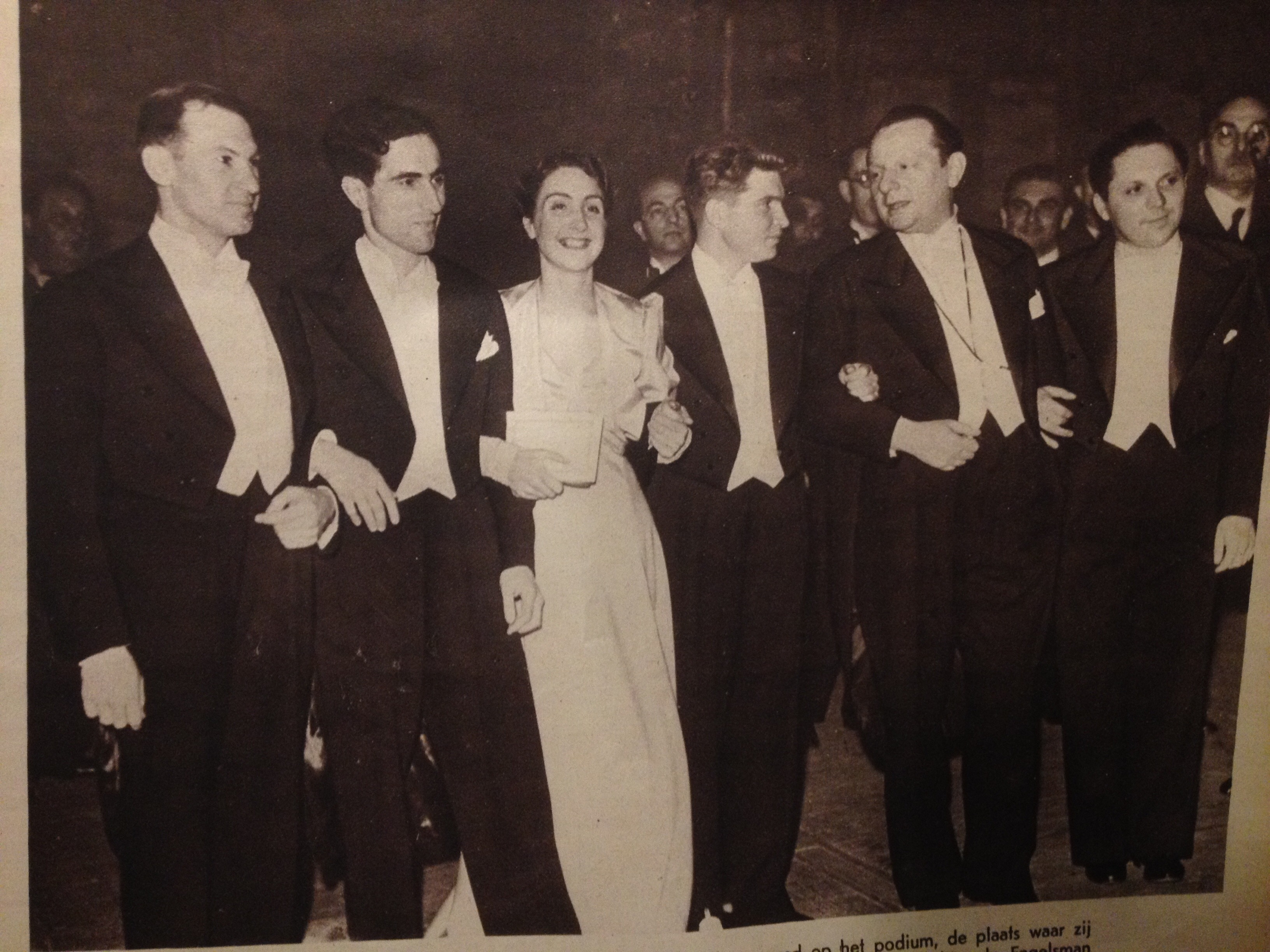
Moura Lympany con gli altri vincitori al Concorso Ysaÿe del 1938

Gli anni della guerra rallentarono la sua attività, ma suonò spesso in Inghilterra, anche in condizioni difficili nei porti e nelle fabbriche, per dare un aiuto alla nazione. Nella primavera del 1940, su richiesta di Edward Clark, membro della Società per le relazioni culturali con l'URSS, suonò alla Queen's Hall di Londra, in prima nazionale, il Concerto di Chačaturjan imparandolo in un solo mese. Eseguì ancora il concerto l'anno successivo per poi inciderlo per la Decca. Successivamente, dopo che Moura incise i Preludi di Rachmaninov, ebbe la richiesta per eseguire anche composizioni più impegnative come i concerti di Prokof'ev (1º, 3º e 4º); impegno che realizzò senza difficoltà. Infatti, come riconosciuto anche da altri colleghi tra cui Clifford Curzon, aveva la capacità di imparare pezzi nuovi e tecnicamente difficili con una facilità e velocità sorprendenti.
Nel 1944 sposò Colin Defries, pilota e pioniere dell'aviazione britannica, notevole pianista dilettante, più anziano di lei di 32 anni. Il 25 febbraio 1945 Moura fu la prima pianista britannica a esibirsi in Francia dopo la Liberazione. A Parigi eseguì, con la direzione di Adrian Boult, il Concerto di Alan Rawsthorne, musicista inglese da lei sostenuto, e quello ormai celebre di Chačaturjan. In seguito la sua popolarità crebbe e si esibì spesso anche al di fuori dell'Europa, negli USA, in Canada, in Australia e India.
Dopo il divorzio da Colin Defries nel 1950 sposò l'anno seguente Bennet Corn, un dirigente televisivo americano e si trasferì negli Stati Uniti. Moura preferiva suonare con pianoforti Steinway & Sons e partecipò al concerto per il centenario della fabbrica Steinway nel 1953 dove dieci pianisti si esibirono con un Polacca di Fryderyk Chopin. Aveva già avuto il suo debutto in terra americana nel novembre 1948, ma suonò per la prima volta alla Carnegie Hall di New York nel novembre 1957. Dopo aver concluso una tournée di cinque settimane in Australia nel 1960, pose fine al suo secondo matrimonio e tornò a Londra per dare un nuovo inizio alla sua carriera.
Nel 1969 si ammalò di cancro al seno e subì una mastectomia; in seguito all'intervento attraversò un periodo difficile in cui aveva difficoltà a suonare, sbagliando di frequente. Herbert von Karajan la spronò dicendole che nell'era delle registrazioni non si potevano commettere errori. Moura si rese conto di quanto il celebre direttore avesse ragione, si riprese e ben presto interpretò alla Royal Festival Hall il Concerto n. 4 per mano sinistra di Prokof'ev. Nel 1979, per celebrare i cinquant'anni dal suo debutto, tenne un recital alla Royal Festival Hall a cui partecipò anche il Principe di Galles Carlo. Nel 1996, in occasione del suo ottantesimo compleanno, si esibì per la prima volta in Giappone.
Moura Lympany morì a Gorbio, vicino a Mentone, il 28 marzo 2005 a 88 anni dopo una carriera ininterrotta durata 65 anni.
È stata nominata membro della Royal Academy of Music. Nel 1979 fu nominata membro dell'Ordine dell'Impero Britannico. Nel 1980 il Belgio l'ha insignita del titolo di Commendatore dell'Ordine della Corona e nel 1992 la Francia l'ha nominata Chevalier dell'Ordre des Arts et des Lettres.
Il suo repertorio fu molto vasto, basato specialmente su compositori romantici, e fu considerata una specialista della musica di Rachmaninov; eseguì spesso lavori di compositori inglesi che si adoperò per far conoscere con anteprime musicali, in particolare di Benjamin Britten e Richard Addinsell.

## Registrazioni (parziale)
- Chopin, Notturni (completi) (Angel)
- Chopin, 24 Preludi Op. 28 (Erato)
- Khachaturian, Concerto per pianoforte e orchestra, London Philharmonic Orchestra, dir. Anatole Fistoulari (Decca)
- Prokof'ev, Concerto per pianoforte e orchestra n. 1, Philharmonia Orchestra, dir. Walter Susskind (EMI)
- Prokof'ev, Concerto per pianoforte e orchestra n. 3, Philharmonia Orchestra, dir. Walter Susskind (Decca)
- Rachmaninov, Concerto per pianoforte e orchestra n. 1, Philharmonia Orchestra, dir. Nikolaj Mal'ko (EMI)
- Rachmaninov, Concerto per pianoforte e orchestra n. 2, Philharmonia Orchestra, dir. Nikolaj Mal'ko (EMI)
- Rachmaninov, Concerto per pianoforte e orchestra n. 3, New Symphony Orchestra of London, dir. Anthony Collins (Decca)
- Rachmaninov, 24 Preludi (Erato)
- Alan Rawsthorne, Piano Concerto n. 1 (HMV)